# غازی‌آباد
غازی‌آباد (هندی: ग़ाज़ियाबाद، اردو: غازی آباد، انگلیسی: Ghaziabad) با جمعیت ۱٫۴۳۷٫۸۵۵ نفر در ایالت بخش غازی‌آباد، اوتار پرادش در کشور هند واقع شده‌است.